# Count Your Blessings
Count Your Blessings (рус. Считай свои радости) — дебютный студийный альбом британской рок-группы Bring Me the Horizon, вышедший 30 октября 2006 года в Великобритании, и, спустя почти год, 17 августа 2007 года в США на лейблах Visible Noise и Earache Records соответственно. В поддержку альбома было выпущено два видеоклипа: на песню «Pray for Plagues» 4 июня 2007 года и «For Stevie Wonder’s Eyes Only (Braille)» 6 марта 2008 года.
Название альбома взято из текста первого трека «Pray for Plagues», в котором есть строчка: «Count your fucking blessings!». Дебютный альбом представляет собой раннее дэткор-звучание группы, который постепенно исчезал на более поздних релизах и в конечном итоге был устранён в пользу других, менее агрессивных стилей. Участники группы были молоды, когда они записывали альбом, и как группа, так и её поклонники в значительной степени игнорировали его позже в своей карьере в уступок их более позднему материалу; это началось ещё в 2008 году, когда гитарист Ли Малиа уже критиковал качество альбома. Большинство песен на пластинке быстро исчезли из концертных сет-листов группы.

## Список композиций
Все тексты песен написал Оливер Сайкс, кроме «Eyeless» (Кори Тейлор). Всю музыку сочинила группа Bring Me the Horizon, кроме «Eyeless» (Кори Тейлор, Пол Грей, Шон Крейен и Джои Джордисон).
| №                   | Название                                  | Длительность |
| ------------------- | ----------------------------------------- | ------------ |
| 1.                  | «Pray for Plagues»                        | 4:21         |
| 2.                  | «Tell Slater Not to Wash His Dick»        | 3:30         |
| 3.                  | «For Stevie Wonder's Eyes Only (Braille)» | 4:29         |
| 4.                  | «A Lot Like Vegas»                        | 2:09         |
| 5.                  | «Black & Blue»                            | 4:33         |
| 6.                  | «Slow Dance»                              | 1:16         |
| 7.                  | «Liquor & Love Lost»                      | 2:39         |
| 8.                  | «(I Used to Make Out With) Medusa»        | 5:39         |
| 9.                  | «Fifteen Fathoms, Counting»               | 1:56         |
| 10.                 | «Off the Heezay»                          | 5:39         |
| Общая длительность: | Общая длительность:                       | 36:19        |

| №                   | Название                      | Длительность |
| ------------------- | ----------------------------- | ------------ |
| 11.                 | «Eyeless» (кавер на Slipknot) | 4:04         |
| Общая длительность: | Общая длительность:           | 40:13        |

## Участники записи
- Оливер Сайкс — вокал
- Ли Малиа — гитара
- Мэтт Кин — бас-гитара
- Мэтт Николс — ударные
- Кёртис Уард — гитара

## Чарты
| Чарт (2006)                  | Позиция в чарте |
| ---------------------------- | --------------- |
| UK Albums (OCC)              | 93              |
| UK Rock & Metal Albums (OCC) | 9               |